# Fruitós Verneda i Figueras
Fruitós Verneda i Figueras (Sant Fruitós de Bages, Bages, 1847 - Manresa, Bages, 1928) fou doctor en ciències, perit agrònom i pedagog.
Professor del Col·legi Terrassenc i director de l'Escola d'Arts i Oficis de Manresa des de la seva obertura l'any 1902. El nomenament, després d'un concurs, el va fer el batlle Maurici Fius i Palà el 9 de maig del 1902, a la sala d'actes del Col·legi de Sant Ignasi.